# NGC 869
NGC 869 è un ammasso aperto della costellazione del Perseo, ben conosciuto per essere uno dei due ammassi della celebre coppia nota come Ammasso Doppio di Perseo.

## Osservazione

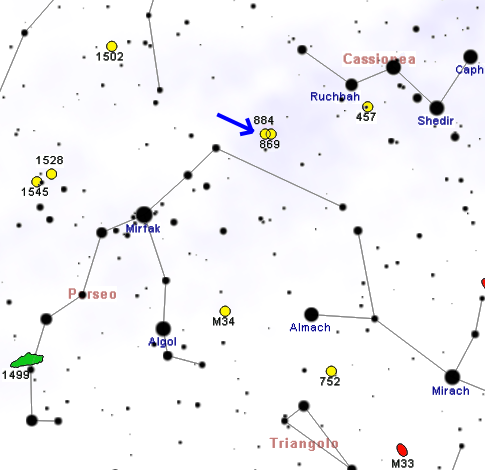
Mappa per individuare NGC 869.

L'oggetto è uno dei più osservati dagli astrofili, nonché uno dei soggetti preferiti dagli astrofotografi, in quanto si possono fotografare anche avendo a disposizione dei piccoli telescopi. Facile da trovare, è visibile anche ad occhio nudo fra le costellazioni di Perseo e Cassiopea, come una macchia chiara allungata sulla Via Lattea. In un telescopio amatoriale appare come un gruppo brillante di stelle addensate in un campo stellare già molto ricco, dominato da alcune stelle blu e arancioni.
La declinazione fortemente settentrionale di quest'ammasso favorisce notevolmente gli osservatori dell'emisfero nord, da cui si presenta circumpolare fino alle latitudini medio-basse; dall'emisfero australe d'altra parte resta piuttosto basso e non è osservabile dalle aree lontane dalla zona tropicale. Il periodo migliore per la sua osservazione nel cielo serale è quello compreso fra agosto e gennaio.

## Caratteristiche
Fu riportato per la prima volta da Ipparco di Nicea, sebbene si possa ragionevolmente pensare che sia noto fin dalle epoche più antiche. Fa parte dell'associazione Perseus OB1, assieme all'altro, NGC 884, dal quale dista fisicamente alcune centinaia di anni luce; entrambi si trovano sul Braccio di Perseo, uno dei due bracci di spirale maggiori della Via Lattea.
Talvolta viene indicato come "h Persei", probabilmente riferendosi anche alla vicina stella omonima. L'ammasso è situato a 6800 anni luce di distanza da noi e si pensa abbia circa 19 milioni di anni.